# 카스페르 크리스텐센
카스페르 크리스텐센(Casper Christensen, 1968년 8월 22일 ~ )는 덴마크의 텔레비전 진행자이다.

## 텔레비전 작품
- 딜 오어 노 딜

## 영화
- 오! 마이 보스!
- 더 허슬